# 窪田忠彦
窪田 忠彦（くぼた ただひこ、明治18年（1885年）2月27日 - 昭和27年（1952年）10月31日）は、日本の数学者。東北帝国大学教授。統計数理研究所三代目所長。

## 略歴
- 1885年（明治18年）2月27日 東京府東京市芝区に生まれる。
- 旧制東京府立第一中学校、旧制第一高等学校卒業。
- 1908年（明治41年） 東京帝国大学理科大学数学科を卒業。
- 1910年（明治43年）10月 東京帝国大学理科大学大学院修了。
- 1911年（明治44年）7月 東北帝国大学理科大学数学科助教授。
- 1915年（大正4年）4月～1947年（昭和22年）8月 東北帝国大学教授。
- 1944年（昭和19年） 勲一等瑞宝章。
- 1947年（昭和22年） 学士院会員。
- 1949年（昭和24年）11月17日～1952年（昭和27年）8月31日 文部省統計数理研究所所長。
- 1952年（昭和27年）10月31日 没。

## 栄典
- 1932年（昭和7年）6月15日 - 正四位[1]

## 著書
- 『幾何学的変換論初歩』金港堂書籍、1925年。
- 『初等幾何学特選問題』共立社書店、1932年。 NCID BA30492291。
- 『初等幾何學特論』共立社書店〈輓近高等数学講座 第33巻〉、1933年。 NCID BN11665612。
- 『初等微分幾何学』岩波書店〈岩波全書 第35〉、1934年。
- 岩波書店編 編『岩波講座数学』 第6、岩波書店、1935年。
- 岩波書店編 編『岩波講座数学』 第9、岩波書店、1935年。
- 『解析幾何学』 第1巻、内田老鶴圃、1937年。
  - 『解析幾何学』 第1巻（訂正版）、内田老鶴圃、1947年。
  - 『解析幾何学』 第1巻（訂4版）、内田老鶴圃、1951年。
- 『高等数学叢書』 第7、岩波書店、1940年。
- 『新輯教育数学講座』 第1-3、共立社、1943年。
- 『解析幾何学』 第2巻、盈科舎、1945年。
  - 『解析幾何学』 第2巻（訂再版）、内田老鶴圃、1949年。
  - 『解析幾何学』 第2巻（訂3版）、内田老鶴圃、1951年。
- 『幾何学の基礎』（第3版）岩波書店〈岩波全書 第104〉、1946年。
- 『近世幾何学』岩波書店、1947年。
- 『歯車の幾何学』河出書房〈数学集書1〉、1947年。
- 『平面解析幾何学』岩波書店、1949年。
- 『初等幾何学作図問題』内田老鶴圃、1952年。
  - 『初等幾何学作図問題』内田老鶴圃新社、1974年。
- 佐々木重夫編 編『微分幾何学』岩波書店〈岩波全書〉、1957年。

### 編著
- 窪田忠彦など編 編『数学事典』大阪書籍、1953年。

## 家族
- 父親の窪田忠篤は東京府士族[2]。母のさとは麻布区の資産家・大草直道の養妹[2][3]。
- 前妻の君子（喜美）は高瀬弥一 の妹。17歳で窪田と結婚したが、新婚旅行中に逃げ出し、のち離婚[4]。
- 後妻の寿恵は陸軍軍医監・渡辺温行の四女[5]。
- 妹フミの夫は植民地官僚の渋谷三郎[2][6]。